# Národní park Lomsdal-Visten
Národní park Lomsdal-Visten (norsky Lomsdal-Visten nasjonalpark) je jeden z nejmladších národních parků v Norsku. Nachází se v kraji Nordland, historické části Helgeland.

## Geografie
Nadmořská výška národního parku se pohybuje od mořské hladiny do zhruba 1200 metrů. Nejvyšší hora Blåfjellet sahá do 1292 m n. m. Údolí jsou protkána hustou sítí řek, potoků a bažin. V celém parku je velké množství jezer různých velikostí. Sníh na severních svazích často vydrží většinu léta, ledovce se však v Lomsdal-Visten nevyskytují.
Do severní části parku zasahuje fjord Visten, v jižní části se nachází údolí Lomsdalen.

## Fauna a flóra
Náhorní plošiny pokrývá alpinská tundra, které dominuje vřes. Údolí jsou prorostlá zejména březovými lesy, ve kterých se často objevuje i borovice a smrk.
Hojně tady žije sob polární. Kromě toho zde lze nalézt 44 ohrožených či zranitelných druhů rostlin a živočichů. Flóru i faunu lze považovat za reprezentativní vzorek oblasti Helgeland.

## Kultura
Osídlení této oblasti sahá až do mezolitu. Od té doby až do dnešních dní zde převládá sámské obyvatelstvo, které se věnuje především chovu sobů a rybolovu.